# Peace Science Society (International)
Die Peace Science Society (International), oder PSS(I), ist eine Vereinigung zur Förderung der Friedens- und Konfliktforschung. Die Gesellschaft wurde 1963 auf Initiative von Walter Isard als Peace Research Society (International) im schwedischen Malmö gegründet, hatte ihren Verwaltungssitz aber stets in den Vereinigten Staaten, derzeit an der University of North Texas. 1973 erhielt sie ihren jetzigen Namen.
Die PSS(I) veranstaltet jährlich eine Konferenz an einer nordamerikanischen Hochschule und seltener außerhalb der USA. Sie gibt zwei wissenschaftliche Journale heraus: Conflict Management and Peace Science (CMPS) erscheint sechsmal jährlich bei Sage und Journal of Conflict Resolution (JCR) erscheint achtmal jährlich bei Sage. Die PSS(I) vergibt regelmäßig verschiedene Preise, darunter den nach ihrem Initiator benannten Walter Isard Award for the Best Dissertation in Peace Science.

## Ehemalige PSS(I)-Präsidentschaften
Seit 1990 präsidierten:
1. 1990 Dina Zinnes
2. 1991 Steven Brams
3. 1992 Sheldon Levy
4. 1993 Michael Intriligator
5. 1994 Murray Wolfson
6. 1995 Randolph Siverson
7. 1996 Jacek Kugler
8. 1997 Russell Leng
9. 1998 Walter Isard
10. 1999 John Vasquez
11. 2000 Solomon Polacheck
12. 2001 Harvey Starr
13. 2002 James Lee Ray
14. 2003 William J. Dixon
15. 2004 Raymond Dacey
16. 2005 Paul Diehl
17. 2006 Jack Levy
18. 2007 Brian Pollins
19. 2008 Zeev Maoz
20. 2009 James D. Morrow
21. 2010 D. Scott Bennett
22. 2011 T. Clifton Morgan
23. 2012 D. Marc Kilgour
24. 2013 Patrick Regan
25. 2014 Will H. Moore
26. 2015 Sara McLaughlin Mitchell
27. 2016 Catherine Langlois
28. 2017 Patrick James
29. 2018 Benjamin O. Fordham
30. 2019 Brett Ashley Leeds
31. 2020 Christian Davenport
32. 2021/22 Scott Gates
33. 2023 Kathleen Gallagher Cunningham